# Raffaele Terranova
Raffaele Terranova (Cittanova, 8 dicembre 1898 – 24 marzo 1974) è stato un politico italiano.